# УС-2
«УС-2» (учебный стандарт — 2-я модель) или ОКА-9 — учебный планёр, сконструированный в 1931 году руководителем Центрального бюро планерных конструкций (ЦБПК) О. К. Антоновым.

## Описание
По окончании Ленинградского политехнического института в 1931 О. К. Антонов по приглашению С. В. Ильюшина возглавил Центральное бюро планерных конструкций (ЦБПК) при авиационном отделе центрального совета Осоавиахима (ЦС ОАХ) в Москве. Задачей ЦБПК было создание учебных планеров для массового производства. Здесь создаются планёры УС-1 и УС-2, базировавшиеся на планерном заводе в подмосковном Тушино.
Учебный летательный аппарат создан как продолжение развития серии планёров «Стандарт-1» и «Стандарт-2», спроектированной О. К. Антоновым совместно с П. В. Цыбиным — первыми изделиями, рассчитанными на серийное производство. В отличие от УС-1, который остался на уровне опытных образцов, УС-2 пошёл в малосерийное производство.